# SV Grün-Weiß Siebenbäumen
Der SV Grün-Weiß Siebenbäumen ist ein Sportverein aus der Gemeinde Siebenbäumen im Kreis Herzogtum Lauenburg in Schleswig-Holstein. Der Verein wurde 1975 gegründet und hat die Sparten Fußball und Bogenschießen. Die erste Männermannschaft des Vereins spielte in der Saison 2022/23 in der Fußball-Oberliga Schleswig-Holstein.
In der Fußball-Landesliga Schleswig-Holstein war in der Saison 2021/22 die 2. Mannschaft des SV Eichede Meister der Staffel Holstein geworden, durfte aber nicht in die Oberliga aufsteigen, weil dort bereits die 1. Mannschaft des SV Eichede spielte. Daher stieg der SV Grün-Weiß Siebenbäumen als Staffelzweiter auf, wurde aber in der Oberliga Tabellenletzter und stieg damit wieder in die Landesliga ab. Sportlich wäre der Klassenerhalt möglich gewesen, aber 6 Strafpunkte wegen der Nicht-Erfüllung des Schiedsrichtersolls verhinderten das.